# Max Caldas
Maximiliano Jorge (Max) Caldas (San Isidro, 9 maart 1973) is een Argentijns hockeycoach en voormalig hockeyer. Caldas beschikt ook over een Italiaans en een Nederlands paspoort.

## Biografie

### Sporter
De verdediger kwam sinds 1994 uit voor de Argentijnse hockeyploeg. Hij maakte deel uit van de selecties die deelnamen aan de Olympische Spelen van 1996 en 2004 en eindigde hierbij respectievelijk op een negende en elfde plaats. Hij speelde vier jaar in de Nederlandse hoofdklasse bij HC Klein Zwitserland.

### Coach
Nadat hij gedwongen zijn stick aan de wilgen hing door een blessure, legde hij zich toe op het coachingsvak. Hij begon als coach van de heren van Leiden.
Van 2006 tot 2008 was Caldas hoofdcoach bij de vrouwen van Amsterdam H&BC. In de zomer van 2008 maakte hij de overstap naar HC Bloemendaal om coach te worden van de heren. In het najaar van 2010 bereikten zowel Caldas, de KNHB en HC Bloemendaal overeenstemming over de benoeming van Caldas als bondscoach van de Nederlandse vrouwen.
In 2012 won hij op de Olympische Spelen van Londen goud met het Nederlandse vrouwenhockeyteam. Op 14 augustus 2012 werd hij koninklijk onderscheiden en werd hij benoemd tot ridder in de Orde van Oranje-Nassau.
In 2013 won hij met het Nederlandse vrouwenhockeyteam de eerste editie van de Hockey World League. Een half jaar later werd het team onder zijn leiding wereldkampioen op het WK hockey in Den Haag. 
Na dit WK benoemde de KNHB Caldas tot bondscoach van de Nederlandse mannen. 
Hij was coach van het Nederlands mannenteam tijdens de Olympische Spelen van 2016, waar hij een 4e plaats behaalde.
In 2017 en 2021 won hij met het Nederlandse herenhockeyteam het Europees Kampioenschap.
Caldas is als assistent-coach te zien in de documentaire Goud van regisseur Niek Koppen.
Na de Olympische Spelen in Tokio nam hij afscheid als bondscoach van het Nederlandse mannenteam en ging hij aan de slag als bondscoach van het Spaanse mannenhockeyteam.

### Privé
Max Caldas is de voormalige echtgenoot van de Australische oud-hockeyster Alyson Annan. Hij heeft vier kinderen (2021).
Marilyn Agliotti · 
Naomi van As · 
Merel de Blaey · 
Carlien Dirkse van den Heuvel · 
Margot van Geffen · 
Maartje Goderie · 
Eva de Goede · 
Ellen Hoog · 
Kelly Jonker · 
Kim Lammers · 
Caia van Maasakker · 
Kitty van Male · 
Maartje Paumen · 
Sophie Polkamp · 
Joyce Sombroek · 
Lidewij Welten ·
Coach: Max Caldas
Seve van Ass · 
Sander Baart · 
Billy Bakker · 
Jorrit Croon · 
Jeroen Hertzberger · 
Rogier Hofman · 
Robert van der Horst ·  
Robbert Kemperman · 
Mirco Pruyser · 
Glenn Schuurman · 
Jaap Stockmann · 
Hidde Turkstra · 
Valentin Verga · 
Bob de Voogd · 
Mink van der Weerden · 
Sander de Wijn ·
Coach: Max Caldas
Seve van Ass · 
Billy Bakker · 
Lars Balk · 
Pirmin Blaak · 
Thierry Brinkman · 
Jorrit Croon · 
Thijs van Dam · 
Jonas de Geus · 
Jeroen Hertzberger · 
Jip Janssen · 
Robbert Kemperman · 
Joep de Mol · 
Mirco Pruyser ·  
Glenn Schuurman · 
Mink van der Weerden · 
Sander de Wijn · 
Coach: Max Caldas